# Carl Benedicks
Carl Axel Fredrik Benedicks (Estocolmo, 27 de maio de 1875 – Estocolmo, 1958) foi um físico sueco, que trabalhou com geologia, mineralogia, química, astronomia e matemática.

## Formação e carreira
Carl Benedicks nasceu em Estocolmo em 27 de maio de 1875, filho de Edward Otto Benedicks e Sofia Elisabet Tholander. Casou com Cecilia af Geijerstam em 6 de outubro de 1899.
Benedicks foi professor da Universidade de Estocolmo, diretor do Instituto de Metalografia.